# Dòng chảy phương Nam
Dòng chảy phương Nam (tiếng Nga: Южный Поток, tiếng Bulgaria: Южен поток, tiếng Serbia: Јужни ток/Južni tok, tiếng Slovene: Južni tok, tiếng Hungary: Déli Áramlat, tiếng Ý: Flusso Meridionale) là một dự án đường ống đã bị đình chỉ dùng để chuyển khí tự nhiên của Liên bang Nga qua Biển Đen đến Bulgaria và đi qua Serbia, Hungary và Slovenia xa hơn tới Áo. Dự án này gây tranh cãi do không hợp quy với EU về cạnh tranh và luật năng lượng, như Gói năng lượng thứ ba. Dự án này được xem là đối thủ cạnh tranh với đường ống Nabucco. Việc xây dựng hạ tầng trên bờ biển đã được Liên bang Nga bắt đầu vào tháng 12 năm 2012. Dự án ngừng hoạt động vào tháng 12 năm 2014.